# Mauerläufer
Der Mauerläufer (Tichodroma muraria) ist ein auffällig gefärbter Singvogel, der zerstreut in alpinen Lagen Eurasiens vorkommt. Charakteristische Feldkennzeichen sind die rote und weiße Zeichnung der breiten Flügel, die während der Brutzeit schwarze Kehle des Männchens, der lange, leicht abwärts gebogene Stocherschnabel und der unstete Flatterflug. Mauerläufer bewohnen nahezu alle europäischen und asiatischen Gebirge, ostwärts etwa bis zum Großen Hinggan-Gebirge nordwestlich von Peking, wo sie sich während der Brutzeit vor allem, jedoch nicht ausschließlich in hochalpinen, felsigen Bereichen aufhalten. Die Art brütet in Felsspalten oder Felshöhlen und ernährt sich von Insekten, die aus Spalten und Ritzen oder von der Felsoberfläche gesammelt oder im Flug erbeutet werden. In Europa erreichen die Brutvorkommen Höhen bis annähernd 3500 Meter, in Tibet überschreiten sie 5000 Meter. Während sie nach der Brutsaison meist in noch höhere Lagen aufsteigen, verbringen Mauerläufer die Wintermonate zwar nahe der Brutgebiete, jedoch in geringerer Höhe beziehungsweise in klimatisch begünstigteren Regionen. In dieser Jahreszeit ist die Art auch an felsigen Strandabschnitten oder an Gebäuden zu beobachten.
Die systematische Einordnung dieser Art, die sowohl Merkmale der Kleiber (Sittidae) als auch der Baumläufer (Certhiidae) aufweist, ist schwierig und wird in der Wissenschaft unterschiedlich bewertet. Vor allem die Validität der Familie Tichodromidae wird zunehmend in Zweifel gezogen. Mit Stand 2020 werden trotz des sehr großen Verbreitungsgebietes und der oft weit voneinander isolierten Vorkommen nur zwei, sehr schwach differenzierte Unterarten unterschieden, von denen keine in einer Gefährdungsstufe der IUCN aufscheint.

## Aussehen

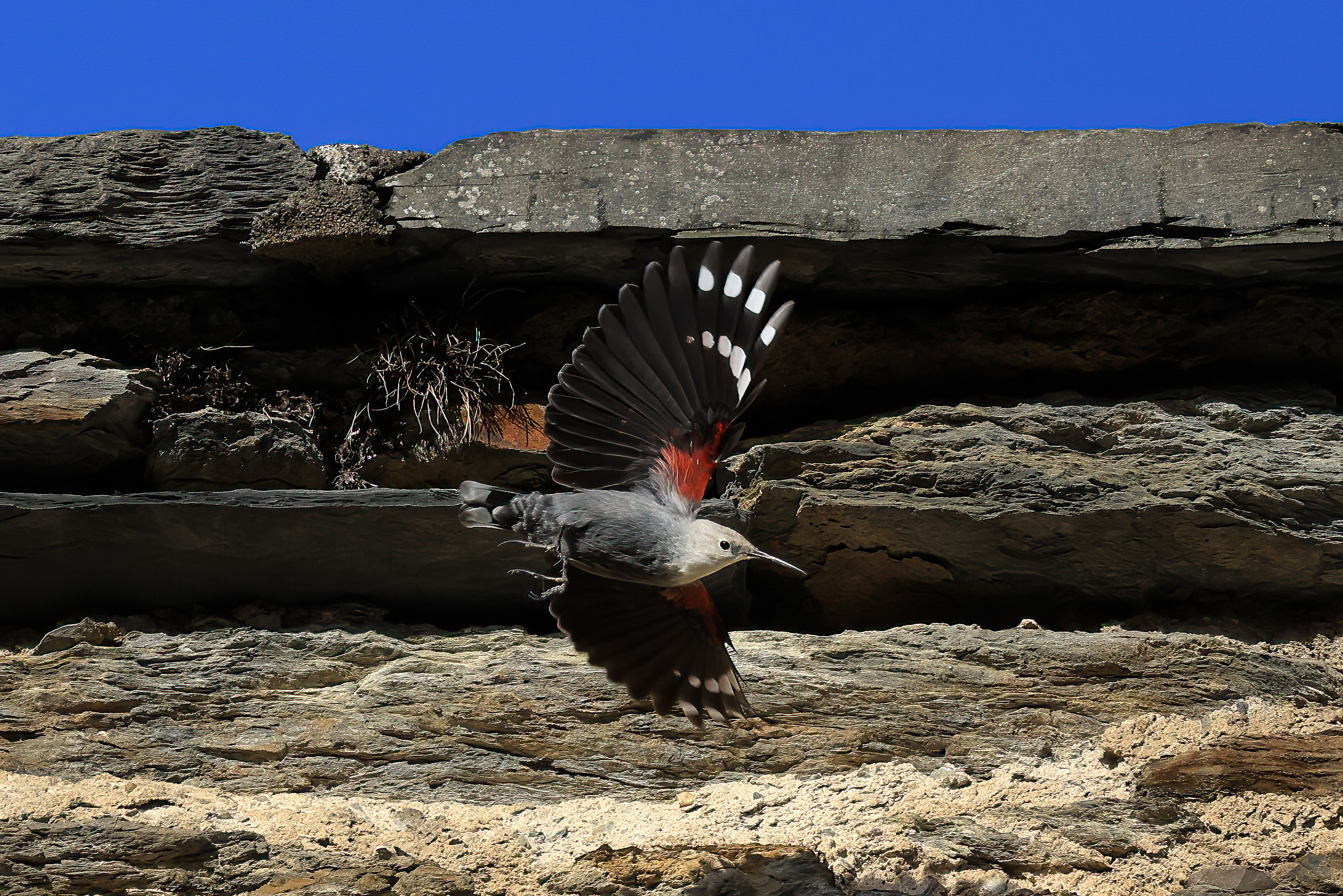
Mauerläufer im Flug (Tichodroma muraria)

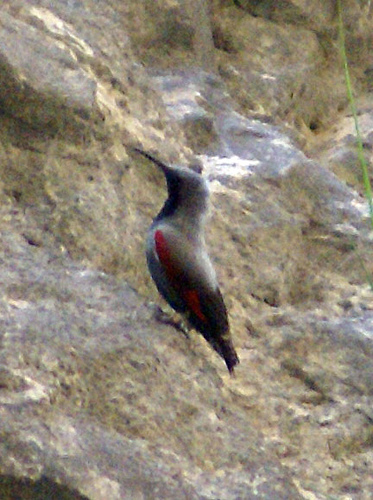
Männlicher Mauerläufer im Prachtkleid

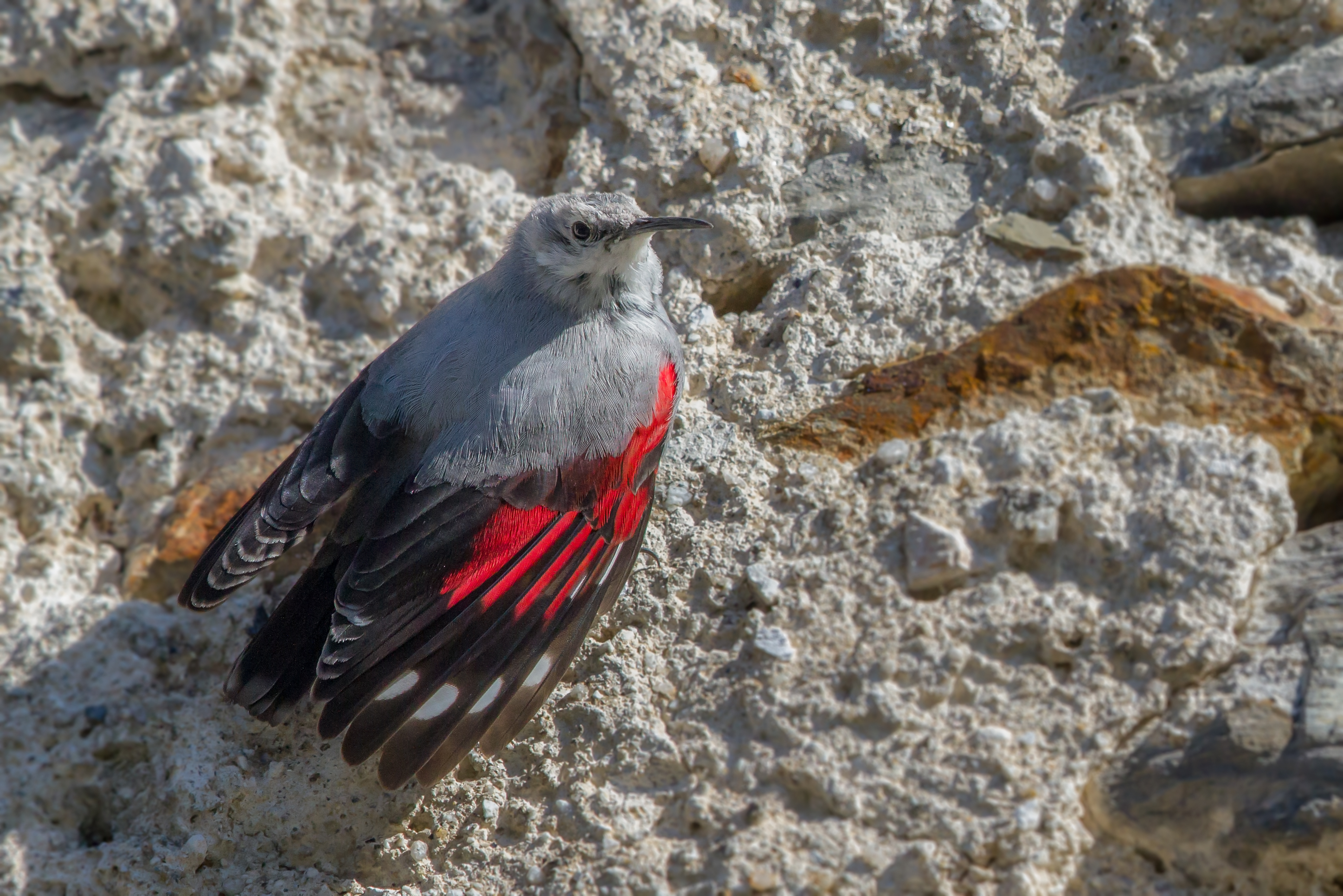
Sonnenbadender weiblicher Mauerläufer

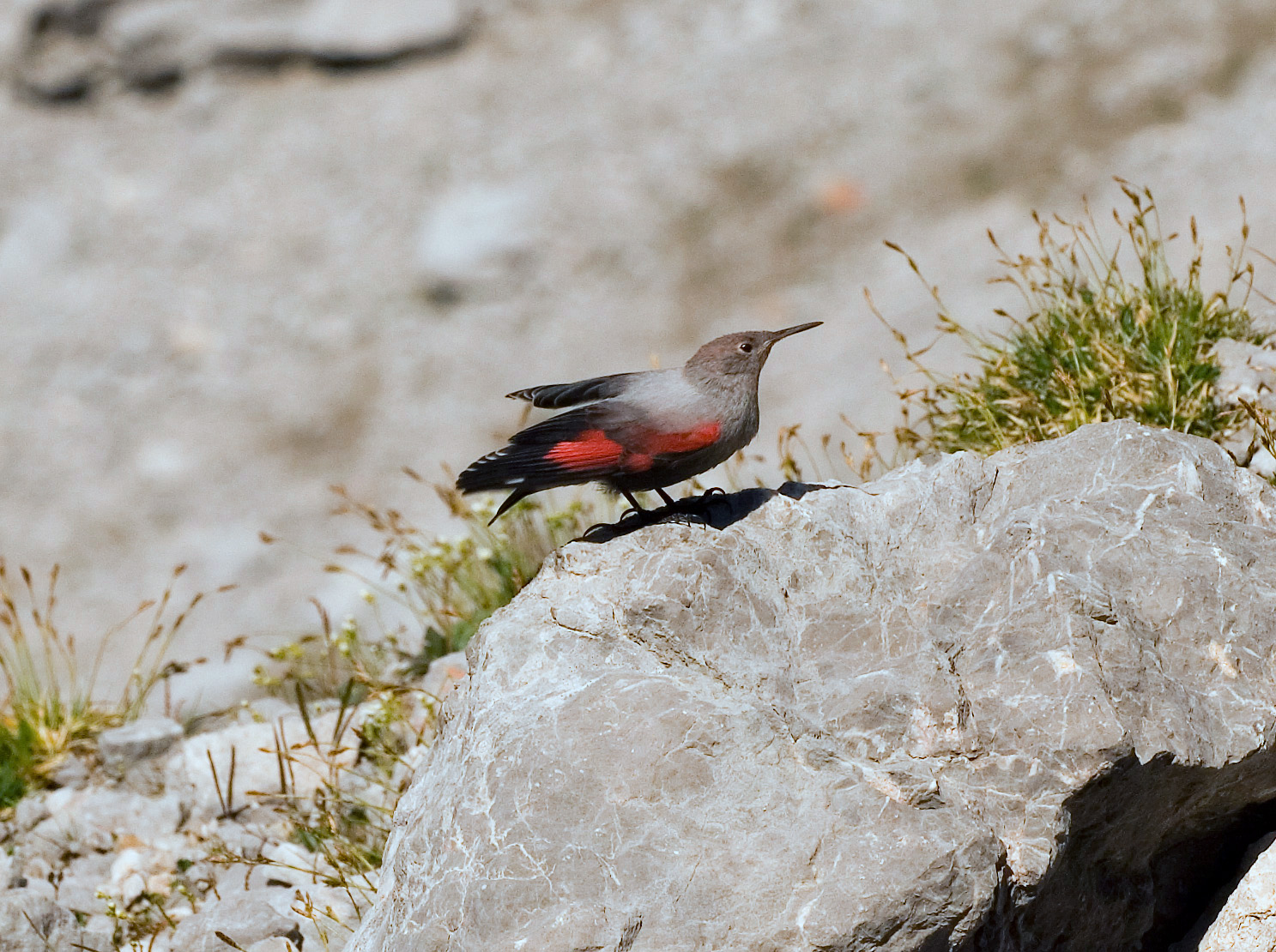
Mauerläufer im Jugendkleid

Der Mauerläufer ist wegen seines Vorkommens in steilen Felswänden und Felsgebieten sowie Schluchten und Klammen, seines bunten Aussehens und seiner besonderen Bewegungsweise unverwechselbar.
Feldornithologisch auffälligste Kennzeichen sind der lange, nach unten gebogene, schwarze Stocherschnabel, die auffallend breiten Flügel mit den dunkelziegelroten, weiß punktierten Deckfedern der Arm- und Handschwingen sowie die im Prachtkleid tiefschwarze Kehle des Männchens.
Im Flug erinnert der Mauerläufer an einen sehr kleinen, etwas seltsam gefärbten Wiedehopf oder an einen sehr großen Schmetterling. Seine Gesamtlänge beträgt knapp 17 cm. Im Sitzen wirkt der Vogel mausähnlich, sogar mausgleich sind seine huschenden Bewegungen; nur die rote Umrandung der Flügel sticht aus der insgesamt schiefergrauen Erscheinung deutlich hervor. In dieser Position fallen auch die sehr kurzen Beine mit den überlangen Zehen auf.
Während der Nahrungssuche ist der Mauerläufer am auffälligsten. Im steilen Felsgelände hüpft oder fliegt er kletternd unter dauerndem Flügelzucken und Flügelausbreiten meist seitwärts nach oben, wobei die roten und weißen Flügelabzeichen sichtbar werden.
Beide Geschlechter ähneln einander sehr. Im Prachtkleid ist die Kehle des Weibchens eher grau gefärbt, nicht tiefschwarz wie beim Männchen. Die Vorderbrust, die beim Männchen dunkelgrau bis schwarz ist, geht beim Weibchen in helle, fast reinweiße Töne über. Im Schlichtkleid sind die Geschlechter nur schwer zu unterscheiden, die Färbung entspricht dann in etwa dem Gefieder des Weibchens im Prachtkleid.
Die Unterart T. m. nepalensis ist etwas größer und etwas dunkler gefärbt als die Nominatform. Die weißen Farbabzeichen insbesondere auf den Schwanzfedern sind größer. Die Unterschiede zur Nominatform sind insgesamt allerdings sehr gering und zudem variabel, sodass Tichodroma muraria vielfach auch als monotypische Art behandelt wird.

## Stimme
Der Gesang des Männchens besteht aus dünnen, reinen Pfeiftönen, die in der Höhe ansteigen; oft werden sie mit einem helleren und lauteren Kurzelement abgeschlossen. Vier bis fünf solcher Flötentöne reiht das Männchen zu einer Strophe. Der letzte Pfiff ist meist etwas dunkler. Der Gesang ist in der rauen Gebirgsumgebung seines Lebensraumes nur schwer zu vernehmen, oft kann man bloß die hellsten Töne hören. Das Weibchen singt ähnlich, jedoch sind bei ihm die Strophen noch kürzer und etwas leiser.
Neben diesem Gesang ist noch ein wie zuii klingender Kontaktruf des insgesamt wenig ruffreudigen Vogels bekannt. Bei Rivalenkämpfen ist relativ lautes Schnabelknappen zu hören.

### Stimmbeispiel
Ein Stimmbeispiel wurde von der Schweizerischen Vogelwarte Sempach in einem Kurzporträt und Stimmbeispiel der Art dokumentiert.

## Verbreitung

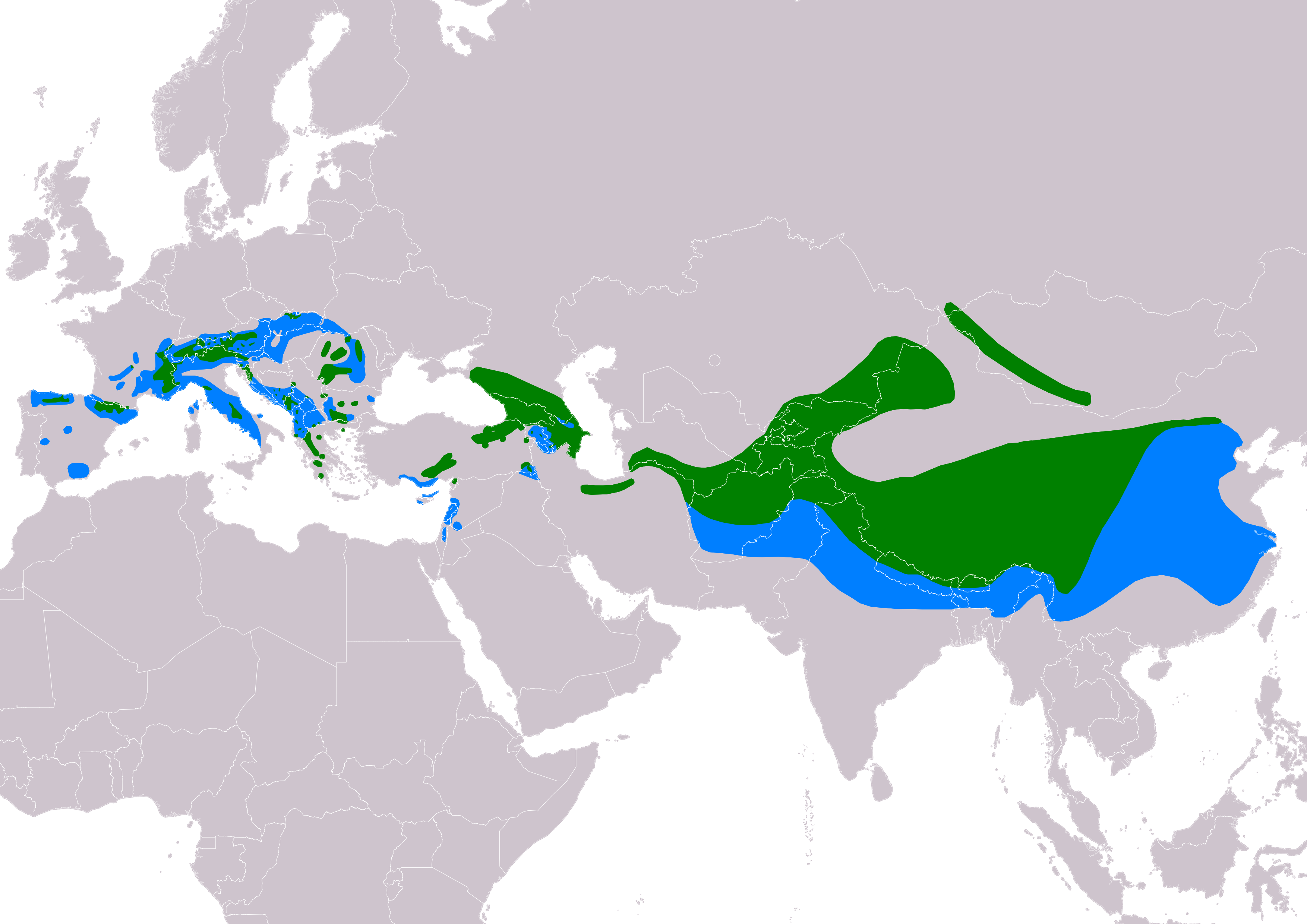
Verbreitungsgebiet des Mauerläufers
Ganzjähriges Vorkommen
Überwinterungsgebiete
Zusammengestellt von BirdLife International and Handbook of the Birds of the World (2019) 2019.

Der Mauerläufer ist in seinem gesamten Verbreitungsgebiet nirgendwo häufig. Allerdings ist die Art auf Grund ihres hochalpinen Lebensraums auch schwer erfassbar.

### Tichodroma muraria muraria
Die Vorkommen der Nominatform (Tichodroma muraria muraria) erstrecken sich in einem weiten Bogen von Westeuropa über den Mittleren Osten bis in den Westiran. Die meisten Hochgebirge in dieser geografischen Region sind besiedelt. Die wichtigsten Gebirgszüge von West nach Ost sind: Kantabrisches Gebirge – Pyrenäen – französisches Zentralmassiv – Schweizer Jura – der gesamte Alpenbogen inklusive der Südalpen – Apennin, stellenweise bis zu den Abruzzen – der Balkan mit dem Dinarischen Gebirge, dem Pindos und dem Olymp – die Karpaten, Beskiden sowie das Bergland in Westsiebenbürgen – die Rhodopen und schließlich das Taurusgebirge und der Kaukasus.
Ungeklärt sind Meldungen aus Südspanien (Sierra Nevada), dem Krimgebirge sowie dem Pontischen Gebirge. Auf Zypern, im Libanon und in Syrien bestehen möglicherweise Brutvorkommen.

### Tichodroma muraria nepalensis
Die Verbreitung der Art in Asien ist noch weniger erforscht als jene in Europa. Sicher kommt Tichodroma muraria nepalensis in allen südwest- und zentralasiatischen Hochgebirgen, wie Elburs, Hindukusch, Altai und Pamir und deren Nebengebirgen vor. Auch im Tianshan und dem Kunlun Shan ist der Mauerläufer ein verbreiteter Brutvogel. Ostwärts ziehen sich sehr vereinzelte Brutvorkommen bis in die Gebirgslagen nord- und südwestlich von Peking.

## Lebensraum
Die Bruthabitate der Art sind im Allgemeinen unzugängliche, zerklüftete und spaltenreiche montane bis hochalpine Felsgebiete. Bevorzugt werden Kalkgesteine sowie Gneise und kristalline Schiefer. Wichtig sind eine unterschiedliche Besonnung während des Tagesablaufes, eingelagerte Graspolster oder sonstiger Bewuchs sowie die Nähe zu Wasseraustritten oder Wasserfällen. Die Höhe der Felsen spielt keine große Rolle, so wurden Brutplätze in über 1000 Meter hohen Wänden ebenso entdeckt wie solche in Steinbrüchen mit weniger als 40 Metern. Zusätzlich besiedelt die Art relativ feuchte Felsschluchten und im Mittelmeerraum Felsgebiete mit vereinzeltem Bewuchs mit Zypressenwacholder (Juniperus phoenicea) und Rosmarin (Rosmarinus officinalis). Stark windexponierte Lagen werden nur selten besiedelt.
Die vertikale Verteilung der Brutplätze liegt in Europa etwa zwischen 400 Metern und über 2500 Metern. Vor allem östlich des ornithologisch sehr gut erfassten Vorarlberger Rheintales fällt eine Häufung von Tieflagenbruten auf, namentlich im Raum Dornbirn und Hohenems. Aber auch diese Lebensräume stehen in Verbindung zu Gebirgsstöcken und Hochgebirgslagen, in die die Vögel nach Abschluss des Brutgeschäftes während der verbleibenden temperaturmäßig günstigen Monate meist verstreichen.
Außerhalb Europas sind Brutplätze aus über 4000 Metern bekannt; bei der Nahrungssuche wurden Mauerläufer in Felswänden in Höhen von über 6000 Metern beobachtet.
Sofern die Vögel während der Wintermonate im Brutgebiet verharren, suchen sie in der Regel bedeutend tiefer gelegene Bereiche auf. Sie können dann vereinzelt auch in urbanen Gebieten beobachtet werden, wie zum Beispiel ziemlich regelmäßig am Berner Münster.

## Verhalten

### Allgemein
Mauerläufer sind das gesamte Jahr über territorial. Sie verteidigen ihre Brut- und ihre Winterreviere. Das territoriale Aggressionsverhalten beider Geschlechter nimmt im Winterhalbjahr zu. Artfremde Vögel, wie etwa der Hausrotschwanz, werden meist geduldet, artgleiche Rivalen versucht der Revierinhaber energisch zu vertreiben. Die fliegend ausgetragenen Kämpfe der Kontrahenten können heftig sein und zu schweren Verletzungen führen. Außerhalb der Brutsaison lebt die Art ausgenommen von kleinen temporären Mausergruppen solitär. Die Balz und die Paarbildung beginnen oft im Winterquartier.

### Aktivität
Die tagaktiven Vögel verlassen ihre Schlafhöhle mit Tagesbeginn, bei Sonnenuntergang suchen sie sie wieder auf. Im Winter beginnt die Aktivitätsphase deutlich später und endet früher. Die Aktivitätsphase wird häufig durch Ruhe- und Putzphasen unterbrochen, die in der Regel aber nur sehr kurz dauern.

### Komfortverhalten
Sonnenbaden gehört zu den häufig praktizierten Komfortverhaltensweisen. Dabei liegt der Vogel entweder mit breit ausgefächerten Flügel- und Schwanzfedern auf einem flachen, sonnenexponierten Felsband oder er nimmt eine quasi sitzende Stellung ein, wobei er Bauch, Brust und Kehle der Sonne darbietet. Der Kopf ist in dieser Stellung nach hinten überstreckt, der Schwanz dient als Stütze. Auch ausgiebiges Sandbaden und Baden, meist in kleinen, von oben herabrieselnden Rinnsalen, sind für die Körperhygiene des Mauerläufers sehr wesentlich.

### Fortbewegung
Auffälligste Fortbewegungsart ist ein beidbeiniges Hüpfen in senkrechter Felswand. Der Schwanz wird nicht als Stützschwanz eingesetzt, sondern der dicht an den Felsen gedrückte Körper allein durch die Füße und deren lange Zehen in Balance gehalten. Bei größeren Abständen von Felsvorsprung zu Felsvorsprung werden die Flügel zu Hilfe genommen. Während des Kletterns entfaltet der Vogel dauernd die Federn der Handschwingen und zeigt deren rote und weiße Abzeichen; dieses Verhalten hat offenbar territoriale Signalwirkung. Größere, vorsprungslose Stellen im Fels werden mit einigem Abstand zum Fels in einem spiraligen Flatterflug überwunden.
Die sehr großen und breiten Flügel verhelfen dem Mauerläufer zu äußerst gewandten Flugmanövern sowie zu sehr schnellen Höhengewinnen auf Thermikliften entlang der Felswände. Die Abwärtsbewegung erfolgt in einem rasend schnellen Sturzflug mit eng angelegten Flügeln. Erst kurz vor dem Landen geht dieser in einen Bremsflug mit breit ausgefächerten Flügeln und breit gefächertem Schwanz über. Häufig, besonders wenn der Vogel mit Beute zum Nest zurückkehrt, wird ein fallschirmartiges Abwärtsgleiten mit ausgebreiteten Flügeln beobachtet.

### Feindverhalten
Bei Bedrohung durch Raubsäuger zuckt der Mauerläufer sehr schnell mit den Handschwingen; beim Erscheinen von Greifvögeln verharrt er regungslos.

### Wanderungen
Wenn es die Witterungsbedingungen erlauben, verbleiben die meisten Mauerläufer in ihrem Brutgebiet. Allerdings führen sie sowohl vertikale Wanderungen als auch Ausgleichsflüge durch. Präferenzen einer bestimmten Zugrichtung wurden insgesamt nicht beobachtet, doch können einzelne Populationen offenbar durchaus Zugtraditionen über einige 100 Kilometer entwickeln. So ziehen einige der in der nördlichen Ostschweiz, in Vorarlberg sowie im bayrischen Allgäu brütenden Vögel regelmäßig in das nördliche Bodenseegebiet, in das obere Neckartal sowie in geeignete Habitate des südlichen Schwarzwaldes. Zum Teil konnten in diesen Gebieten dieselben Überwinterer über mehrere Winterhalbjahre festgestellt werden. Die Verweildauer kann bis zu sechs Monate betragen. Einzelne Mauerläufer überwintern auch weiter nördlich.

## Nahrung und Nahrungserwerb
Der Mauerläufer ernährt seine Brut ausschließlich mit Wirbellosen. Die Nahrungszusammensetzung ist auf Grund der schweren Beobachtbarkeit des Vogels nicht in allen Einzelheiten erforscht. Sie besteht vor allem aus kleinsten bis mittelgroßen Insekten; Spinnen und Weberknechte scheinen ebenfalls eine wichtige Rolle zu spielen.
Die Beutetiere werden durch Stochern aus Ritzen geholt oder vom Boden aufgelesen. Das ständige Flügelzucken wird offenbar zum Aufschrecken der Insektennahrung eingesetzt. Kurze Verfolgungsflüge in der Art von Fliegenschnäppern nach Fluginsekten wurden beobachtet, scheinen aber oft erfolglos zu enden. Bei der Nahrungssuche werden Steinchen umgedreht, Hindernisse werden durch Hämmern beseitigt. Kleine Insekten werden mit der spitzen Zunge durchbohrt und in den Rachen gezogen, größere durch Zerschlagen getötet und dann verschluckt.
Mauerläufer trinken bevorzugt, indem sie Wassertropfen von oben direkt in den geöffneten Schnabel rinnen lassen.

## Brutbiologie
Die Brutbiologie der Art ist auf Grund ihrer schweren Beobachtbarkeit nicht ausreichend erforscht.
Mauerläufer schreiten wohl schon gegen Ende ihres ersten Lebensjahres zu ihrer ersten Brut. Wahrscheinlich führen sie eine monogame Saisonehe. Einiges deutet darauf hin, dass sich einige Partner auf Grund ihrer großen Brutorttreue über Jahre hinaus wiederverpaaren. In isolierten Populationen wurden auch Verpaarungen und erfolgreiche Bruten enger Verwandter beobachtet. Die Paarbildung erfolgt schon im Winterquartier.

### Neststandort

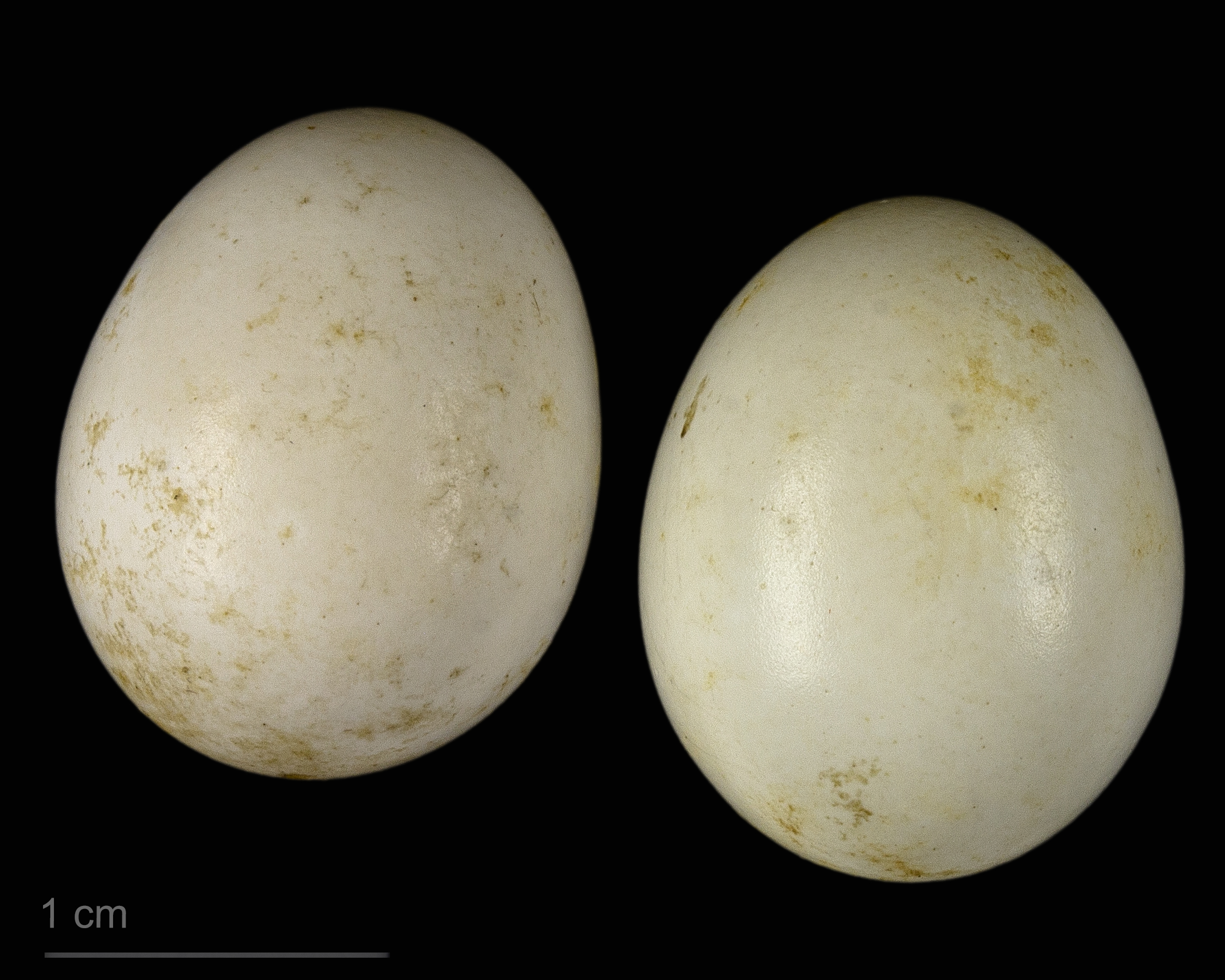
Tichodroma muraria, Sammlung Museum von Toulouse

Nach Ankunft in der Brutregion, die selten vor Mitte März erfolgt, suchen die Partner einen Niststandort in Spalten und Höhlen. Oft herrscht über die endgültige Wahl Uneinigkeit, die erst durch intensives Höhlenzeigen, das beide Geschlechter durchführen, beseitigt werden kann. Hauptaugenmerk wird auf Sicherheit vor Nesträubern (Hermelin, Steinmarder) gelegt. Das voluminöse Nest wird weich mit Moosen, Flechten oder, wenn verfügbar, mit Schafwolle ausgepolstert. Es wird ausschließlich vom Weibchen errichtet, das Männchen leistet nur Assistenzdienste. Der Nestbau wird sorgfältig und gewissenhaft durchgeführt und dauert entsprechend lang (10–20 Tage). Die meisten Bruthöhlen haben eine Tiefe von über einem halben Meter und das Nest befindet sich im letzten Drittel der Höhle. Halbflügge Junge sind häufig am Höhleneingang zu sehen oder sie kommen beim Füttern den anfliegenden Eltern entgegen.

### Brut

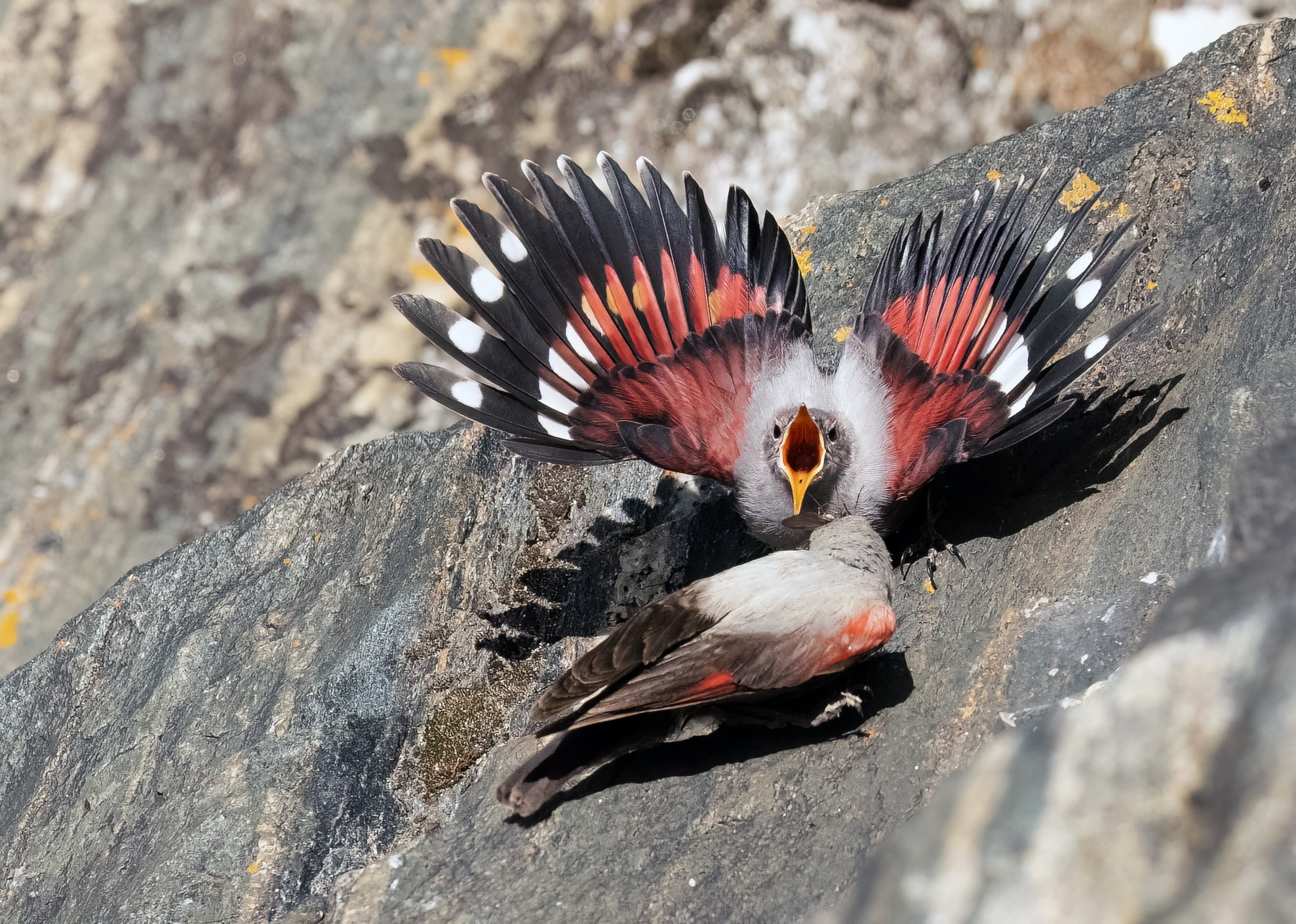
Bettelnder Jungvogel wird gefüttert

Die Brutperiode beginnt selten vor Mitte Mai. Das Gelege besteht aus drei bis fünf spitzovalen weißen Eiern, die meist am breiteren Ende tiefrote bis schwarze Punkte und Spritzer aufweisen. Die Bebrütung des Geleges beginnt nach der Ablage des vorletzten Eis, entsprechend schlüpfen die Jungen innerhalb von vierundzwanzig Stunden. Die Brutdauer und die Fütterungszeit sind witterungsabhängig, Mittelwerte sind 20 beziehungsweise 30 Tage. Es erfolgt offenbar nur eine Jahresbrut, auch bei Gelegeverlust schreiten die Eltern, wohl vor allem aus Zeitgründen, zu keiner Zweitbrut. Die flüggen Jungen verbleiben einige Wochen nach dem Ausfliegen in einem losen Familienverband, bevor sie oft in relativ weit entfernte Gebiete abstreichen. Die Altvögel steigen nach Beendigung des Brutgeschäftes meist in größere Höhen auf, bevor sie ihre Winterquartiere in tieferen Lagen aufsuchen.

## Systematik
Mit Stand Ende 2019 wird der Mauerläufer als monotypische Art Tichodroma muraria in die monotypische Gattung Tichodroma und weiters in die monotypische Familie Tichodromidae gestellt. Besonders bezüglich der Berechtigung der eigenständigen Familie bestehen erhebliche Bedenken, sodass sich eine Rückstellung in die Familie Sittidae abzeichnet. Insgesamt konnten auch neue molekulargenetische Untersuchungsreihen, wie der 2015 veröffentlichte großangelegte Vergleich zwischen Tichodroma einerseits und Sitta, Certhia und Salpornis andererseits den incertae sedis-Status von Gattung und Familie nicht beseitigen. Als weitgehend gesichert kann gelten, dass Sitta die Schwestergattung zu Tichodroma darstellt, wie andererseits Certhia und Salpornis Schwestergattungen sind. Zurzeit scheint T. muraria durch ihre Stellung innerhalb der Superfamilie Certhioidea, in der neben Tichodromae noch Sittidae, Certhiidae, Polioptilidae und Troglodytidae vereint sind, taxonomisch am besten abgebildet zu werden.
Mit Stand Ende 2019 gelten zwei eher schwach differenzierte Unterarten als valide. Zwei weitere Unterarten, nämlich T. longirostra aus dem Zagrosgebirge und T. ognewi aus der Umgebung von Taschkent werden für klinale Variationen gehalten. Auch die mehrheitlich als valide geltende Unterart T. nepalensis wird in der Fachwelt zum Teil als klinale Variation betrachtet, sodass T. muraria in der Fachliteratur auch als monotypisch angesehen wird.
- Tichodroma muraria muraria Linnaeus, 1766: Das nominotypische Taxon kommt im Westteil des Gesamtverbreitungsgebietes, ostwärts bis in den Iran vor.
- Tichodroma muraria nepalensis Bonaparte, 1766: Brütet in Hochgebirgslagen von Innerasien, dem Himalayagebiet ostwärts bis in die Bergketten nordwestlich von Peking. Diese Unterart ist geringfügig dunkler gefärbt, die Flügel sind etwas länger, der Schnabel dagegen kürzer. Die weißen Abzeichen an den Flügeln und an den Steuerfedern sind ausgedehnter; häufig ist ein leicht ockergelber oder rehbrauner Schimmer am Oberkopf bemerkbar. Die leichte Rosafärbung des Schwanzansatzes, die auch bei einigen Individuen der Nominatform aufscheint, kommt bei dieser Unterart häufiger vor.[6]

## Bestand und Bestandsentwicklung
Der Mauerläufer gehört zu den äußerst schwer erfassbaren Vogelarten, sodass über Bestandszahlen und Bestandsentwicklungen insbesondere in den außereuropäischen Verbreitungsgebieten nur unzureichende Informationen vorliegen. Die IUCN schätzt den Gesamtbestand auf eine halbe Million bis eineinhalb Millionen adulte Individuen. Die Gefährdungssituation wird mit LC (Least Concern) beurteilt.  In Europa liegen die Kernpopulationen in Spanien, Frankreich und in Italien. Auch die Türkei beherbergt viele Brutpaare. Insgesamt wird der Gesamtbestand der europäischen Brutpopulation auf maximal 100.000 Brutpaare beziffert. Gefährdungspotential besteht vor allem durch den zunehmenden Wandertourismus und Kletteraktivitäten in bisher unberührten Bergregionen.

## Namensherleitung
Der wissenschaftliche Gattungsname ist wie bei einigen anderen Gattungsnamen pleonastisch. Tichodroma setzt sich aus dem altgr. Nomen tò teīchos = die Mauer und (wahrscheinlich) dromás = laufend zusammen. muraria ist ein von dem lateinischen Wort murus, -i m. = Mauer abgeleitetes Adjektiv. Unter Mauer ist aber durchaus die Felswand zu verstehen, so wie auch heute im alpinistischen Sprachgebrauch steile Felswände als Mauern bezeichnet werden.
In älterer Literatur wird der Mauerläufer auch Alpenmauerläufer, Mauerspecht, Mauerklette, Karminspecht oder Alpenspecht genannt.